# 亞歷山大·溫德曼
亞歷山大·塞米昂·溫德曼（英語：1975年6月6日—），是一位退役美國陸軍中校，曾任美国国家安全會議欧洲事务主任，但在2020年2月7日辭職。溫德曼在2019年19月得到了來自美國全國的關注，因其在關於烏克蘭-特朗普醜聞的事情上在國會進行了舉證，為第一次特朗普弹劾案濫用職權罪名提供了證據。